# 角宿增九
室女座68，又名BD-11 3516，HD 116870、SAO 157938、HR 5064，是室女座的一颗恒星，视星等为5.25，位于銀經316.18，銀緯49.25，其B1900.0坐标为赤經13h 21m 26.1s，赤緯-12° 49.25′ 14″。